# Michael Diamond
Michael Louis Diamond, noto anche con lo pseudonimo di Mike D (New York, 20 novembre 1965), è un rapper e produttore discografico statunitense, componente fisso del gruppo hip hop statunitense dei Beastie Boys, insieme ad Adam Yauch (MCA) ed Adam Horovitz (Adrock). Oltre a cantare, nelle esibizioni acustiche della band suona la batteria.

## Biografia
Nato nel 1965 a Manhattan da una famiglia di origine ebraica, Michael Diamond frequentò il Vassar College di Poughkeepsie per sei mesi prima di esserne espulso per avere lanciato un barile di birra dal nono piano di un residence (notizia ufficiosa). Maturato un forte interesse per la musica hardcore punk, fondò con alcuni amici i The Young Aborigenes nel 1979, progetto che sfociò due anni dopo in quello dei Beastie Boys, a cui si aggregò il suo conoscente Adam Yauch in sostituzione di Jeremy Shatan. Gli altri due membri del gruppo, Kate Schellenbach e John Berry abbandonarono la band tra il 1983 e l'anno successivo, sostituiti dal giovanissimo Adam Horovitz proveniente dai The Young and the Useless. Da allora il trio si avvicinò all'hip hop, genere che li consegnò al successo con il primo album Licensed to Ill. In quel periodo era solito indossare abiti larghi, catene al collo ed anelli luccicanti, immagine che abbandonò più tardi assumendone una più professionale e seria.
Nel 1992 affiancò al suo mestiere di musicista e rapper quello di produttore discografico, fondando la Grand Royal e l'omonima rivista. La casa discografica, della quale fu presidente fino al fallimento della stessa per problemi finanziari, nel 2001, curò gli interessi professionali di diversi cantautori e gruppi musicali tra cui DJ Hurricane, Luscious Jackson, Sean Lennon, BS2000 e Big Fat Love.
Nel 1993 sposò la regista Tamra Davis, dalla quale ha avuto due figli: Davis e Skylar.
A causa della morte di MCA avvenuta il 4 maggio 2012, nel giugno del 2014 Mike D e Ad-Rock hanno confermato che non avrebbero più continuato a fare musica sotto il nome di Beastie Boys per rispetto verso l'amico e collega; il gruppo quindi si è definitivamente sciolto nello stesso anno.
Tra i componenti della band, Michael Diamond si può distinguere facilmente poiché ha l'abitudine di vestirsi sempre in modo particolare; negli ultimi vent'anni ha cambiato di continuo i suoi gusti in materia di abbigliamento, ma le magliette senza maniche e stravaganti occhiali dalle stanghette colorate sono diventati un classico per l'artista, abbandonato solo negli ultimissimi anni.